# No Place
No Place – wieś w Anglii, w hrabstwie Durham. Leży 13 km na północny zachód od miasta Durham i 388 km na północ od Londynu.